# Минье, Карен
Ка́рен Минье́ (англ. Karen Minier; 22 марта 1973, Шарлеруа, Бельгия) — бельгийская журналистка и телеведущая.

## Биография
Карен Минье родилась 22 марта 1973 года в Шарлеруа (Бельгия). Она изучала журналистику в Свободном университете Брюсселя, а затем поступила в Модельное агентство.
Она участвовала в знаменитом «Ралли принцесса» в 2005 и 2006 годах. С августа 2006 года она ведёт «Children of the TV». Некоторое время работала моделью.
Карен в разводе с бизнесменом Мигелем Канчио Мартинс. В этом браке Минье родила своего первенца — дочь Шанна Канчио Мартинс (род.2000).
С 2005 года Карен состоит в фактическом браке с автогонщиком Дэвидом Култхардом (род.1971). В этих отношениях Минье родила своего второго ребёнка — сына Дэйтона Минье Култхарда (род.21.11.2008).